# Il templare
Il templare (The Templar) è un romanzo storico dello scrittore britannico Paul Doherty, pubblicato nel 2007. Edito in Italia nel giugno 2008 con il sottotitolo I segreti della Città Santa, racconta le varie fasi e vicissitudini che portarono alla conquista della città di Gerusalemme nella Prima Crociata, il 15 luglio 1099. Il romanzo si apre infatti con il famoso sermone tenuto da papa Urbano II a Clermont, in Francia, nel 1095 ad esortare i fedeli occidentali a liberare la Terra santa dal dominio musulmano.

## Edizioni
- Paul Doherty, Il templare. I segreti della città santa, traduzione di Milvia Faccia, Newton Pocket, Newton Compton Editori, 2010,  p. 272, ISBN 9788854116948.